# المكتبة (أبولودورس الزائف)

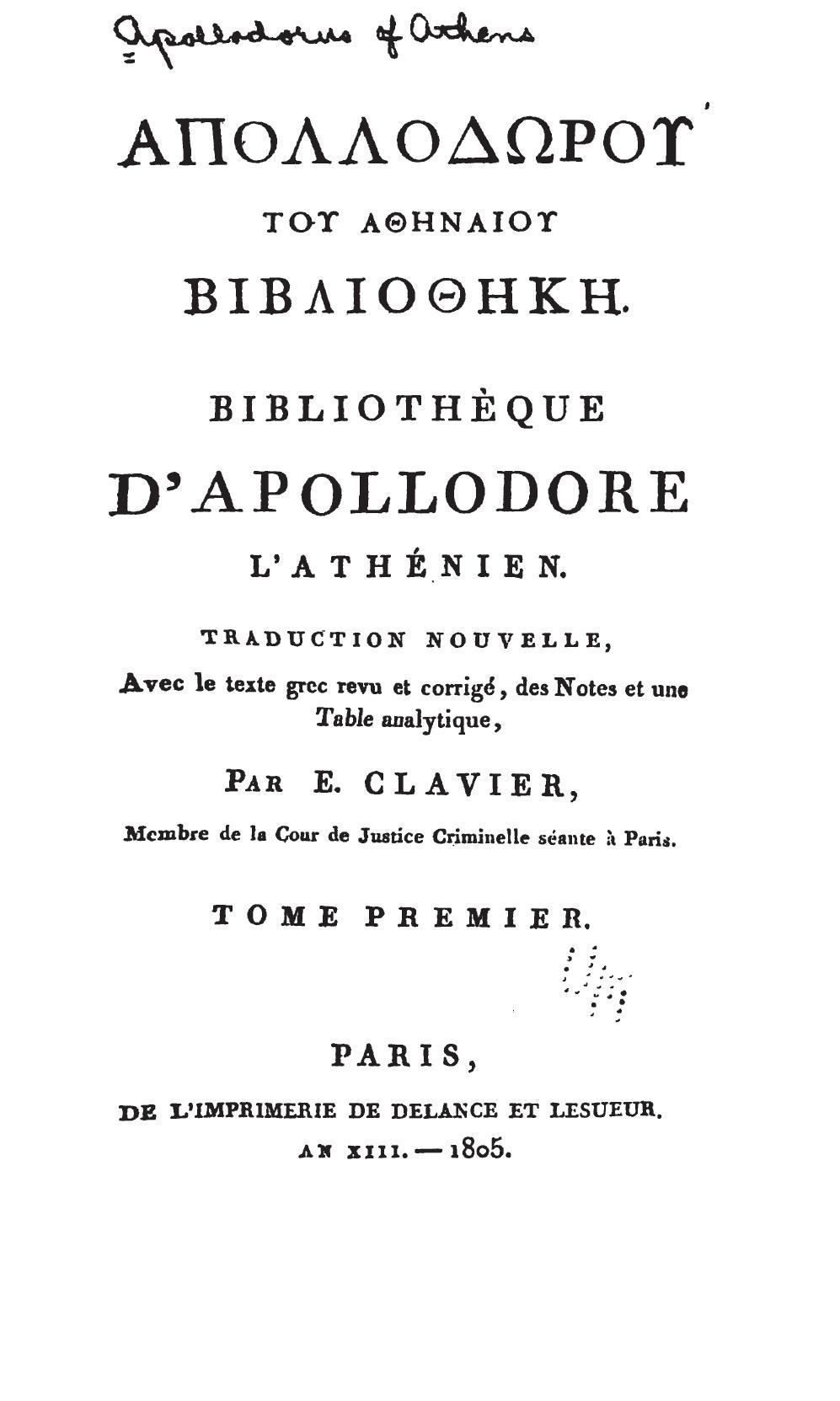

المكتبة ((بالإغريقية: Βιβλιοθήκη) Bibliothēkē, «مكتبة»)، تُعرف أيضاً بـ مكتبة أبولودورس الزائف، وهي خلاصة وافية (Compendium)  للميثولوجيا الإغريقية والأساطير البطولية (Greek hero cult) مُقسمة إلي ثلاثة كُتب، يرجع تاريخها عامة إلى القرن الأول أو الثاني بعد الميلاد.
كان يُعتقد أن المؤلف هو أبولودورس الأثيني، لكن هذه الإحالة تعتبر الآن زائفه، ولذلك تم إضافة «الزائف» إلي أسم أبولودورس.

قيل عن المكتبة أنها «أكثر الأعمال الميثوغرافية قيمة التي أتت من العصور القديمة». إبيجراما مسجلة بواسطة المفكر الهام فوتيوس الأول من القسطنطينية أعربت عن غرضه:
يحتوي على ما يلي لا يشرح الإبيجراما الساخرة: «ارسم معرفتك عن الماضي منه واقرأ الحكايات القديمة من الفلكلور. انظروا لا في صفحة هوميروس، ولا للرثاء، ولا المأساة يونانية، ولا السلالة الملحمة. لا تسعى وراء التبجح من الدورة الملحمية. ولكن انظر في داخلي وستجد في داخلي كل ما يحتويه العالم»
وقد أدت الروايات الموجزة وغير المزخرفة عن الأساطير في المكتبة إلى أن بعض المعلقين اقترحوا أنه حتى أقسامها الكاملة هي مثال للعمل المفقود.